# Brachygonia oculata
Brachygonia oculata е вид водно конче от семейство Libellulidae. Видът не е застрашен от изчезване.

## Разпространение
Разпространен е в Бруней, Индонезия (Калимантан, Малки Зондски острови и Суматра), Камбоджа, Малайзия (Западна Малайзия и Саравак) и Тайланд.